# Guayama
Guayama es un municipio del Estado Libre Asociado de Puerto Rico situado en la región del Valle Costero del Sur. Limita al sur con el mar Caribe, al norte con Cayey, al oeste con Salinas y al este con Patillas y Arroyo. Guayama se divide en 9 distritos electorales y Guayama Pueblo (el centro de la ciudad y el centro administrativo de la misma). la ciudad cuenta con 45 372 habitantes y 16 368 viviendas. Fue fundada el 29 de enero de 1736.

## Geografía
El Municipio Autónomo de Guayama está situado en la región de la Costa Sur del Valle, bordeando el mar Caribe, al sur de Cayey, al este de Salinas y al oeste de Patillas y Arroyo. El territorio municipal Guayama llega a la cordillera central al norte y el mar Caribe al sur. Los sistemas montañosos de la Sierra de Jájome (730 metros o 2395 pies) y la sierra de Cayey cubren buena parte del área del municipio. Los puntos más altos son el Cerro de la Tabla (863 m, 2834 ft) y el Cerro Tumbado (746 m, 2450 ft), que forman parte del sistema de Sierra de Cayey. Otras elevaciones son la montaña Garau, Charcas y Peña Hendida. Partes del Bosque Carite y el Bosque Estatal de Aguirre están en Guayama.
El bosque de Carite es una reserva natural de 6000 acres (2428 ha) que está habitada por 50 especies de aves, haciendo de este lugar un espacio reconocido para la observación de aves y tiene una reserva con un bosque enano que fue producida por la alta humedad de la región y la tierra húmeda. El Bosque de Aguirre incluye: manglares, marismas, criaderos de aves, lagos de investigación y de la población del manatí grande. La Reserva Nacional del Estuario de La Bahía de Jobos fue establecido en el 1987. La reserva está situada entre las costas de Salinas y Guayama, alrededor de 2883 hectáreas de bosque de manglares y humedales de agua dulce. Los dos componentes principales: el bosque de manglares Mar Negro, que consiste en un manglar y un complejo sistema de lagunas y canales intercalados con planos de sal y lodo, así como los islotes Cayos Caribe, que están rodeadas por arrecifes de coral y praderas de pastos marinos, con pequeños depósitos de playa y las zonas de montaña.

## Historia
Durante los primeros años de la colonización española, la región conocida hoy como Guayama estaba habitada por Indios Taínos. La población indígena en esta área disminuyó debido a la esclavitud y la migración hacia las Antillas Menores. En los siglos siguientes, la región estaba bajo el ataque de la Rebelión de los Taínos, los caribes y los piratas.
La ciudad fue fundada el 29 de enero de 1736 por el entonces gobernador español Don Tomás Matías, a pesar de que se tenía conocimiento de que este lugar estaba poblado por indios nativos desde el 1567. Guayama tomó su nombre de un líder indígena o cacique que gobernaba la región sudeste de la isla, el cacique Guamaní y el cacique Guayama. El significado del nombre en indio es Sitio Grande. Fue el gobernador Don Tomás de Abadía que declaró oficialmente Guayama un "pueblo" con el nombre de San Antonio de Padua de Guayama. Ese mismo año la Iglesia Católica en la ciudad, San Antonio de Padua, fue declarada parroquia.
En 1776 Guayama tenía 200 casas, la iglesia y una plaza central y la población total era de aproximadamente 5000 habitantes. En 1828 la construcción de la Casa del Rey se terminó y la iglesia fue reconstruida también. A principios de ese año, Guayama fue golpeado por un terrible incendio que destruyó 57 casas y 9 cabañas. El orden territorial se vio alterado en distintos momentos a través de los años. Algunos de los barrios más poblados fueron segregados para formar nuevas ciudades. Patillas se estableció en 1811 como un municipio independiente. En 1831, el territorio comprendía los barrios: Algarrobos, Ancones, Arroyo, Carreras, Pueblo Guayama, Guamaní, Jobos, Machete y Yaurel. Más tarde, Arroyo fue dividido en Arroyo Este y Arroyo Oeste y surgieron nuevos barrios: Pozo Hondo, Palmas de Aguamanil, Caimital, Pitajayas, Cuatro Calles, Eneas Sabana, Palmas y Salinas. 
En 1855, Arroyo se separó para convertirse en un municipio independiente, tomando los barrios: Ancones, Arroyo, Yaurel, Pitajaya y Cuatro Calles. En 1878, Guayama era jefe de departamento, incluyendo: Comerio (entonces Sabana del Palmar), Cidra, Cayey, Salinas, Arroyo, San Lorenzo (entonces llamado Hato Grande), Aguas Buenas, Caguas, Gurabo y Juncos. El desarrollo continuó con la construcción del cementerio de la ciudad en 1844, el matadero y mercado de la carne en 1851 y un teatro de madera de dos niveles en 1878. Para ese entonces Guayama tenía catorce plantaciones de azúcar que funcionan con motores de vapor y tres con molinos de buey. También En este Municipio se practicaba la explotación de minas de plomo por la empresa "La Estrella", propiedad de Miguel Planellas, así como la galena mineral, a cargo de la empresa "La Rosita", propiedad de Antonio Aponte. En 1881 se declaró una Guayama Villa (Municipio de primer orden).
Durante la guerra Hispano-Estadounidense, las fuerzas estadounidenses al mando del General Nelson A. Miles desembarcaron en Guánica cerca de Ponce, el 26 de julio de 1898. El desembarco sorprendió a los españoles tanto como al Departamento de Guerra estadounidense, porque Miles había recibido instrucciones para desembarcar cerca de San Juan (el Departamento de Guerra se enteró del desembarco a través de un comunicado de Associated Press). Sin embargo, en el camino a Puerto Rico, Miles concluyó que si desembarcaba en San Juan era vulnerable a los ataques de embarcaciones pequeñas, por lo que cambió los planes. Ponce, tenida en el momento de ser la ciudad más grande en Puerto Rico, estaba conectada con San Juan por un camino militar de 70 millas, bien defendido por los españoles en Coamo y Aibonito. Con el fin de flanquear esta posición, el mayor general John R. Brooke desembarcó en Arroyo, al este de Guayama, con la intención de seguir adelante hacia Cayey, que está al noroeste de Guayama, a lo largo de la carretera de Ponce a San Juan. El General Brooke ocupó a Guayama el 5 de agosto de 1898, después de una ligera oposición, en la batalla de Guayama. El 9 de agosto, la batalla de Guamaní tuvo lugar al norte de Guayama. Luego se movieron hacia Aibonito donde allí se dio lugar la batalla de Aibonito pero fue detenida en la madrugada del 13 de agosto de 1898 porque España y Estados Unidos habían acordado un armisticio.
En 1899, Estados Unidos realizó su primer censo de Puerto Rico hallando que la población de Guayama era de 12 749.
Después de la guerra Hispano-Estadounidense, Guayama siguió desarrollándose. El Teatro Bernardini construido por el ingeniero Manuel Texidor y Alcalá del Olmo se inauguró en el 1913. El lugar, propiedad del abogado Thomas Bernardini, fue el escenario de artistas de fama internacional. En ese momento, Guayama fue considerada una de las ciudades más importantes de la escena social de la isla.

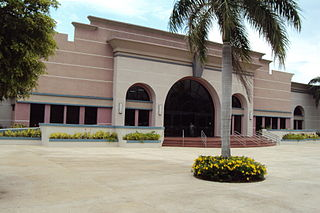
Centro de Convenciones de Guayama

En el siglo XX, existían sociedades seleccionadas como el "Coliseo Derkes" y "Grupo Primavera", que dotó de artes escénicas y eventos científicos. A mediados del siglo XX, Guayama alcanzó un gran desarrollo industrial, especialmente con el establecimiento de Univis Optical Corp., empresa de fabricación de Angela y un complejo petroquímico de la Phillips Petroleum Company. En 1968, la empresa inició la producción de: petróleo, benceno, fibras sintéticas, nylon, plástico anhidro, un millón de galones de gasolina al día y muchos otros productos. Durante esa misma década, la agricultura comenzó a declinar como consecuencia de la pérdida de la tierra, la industrialización y la construcción de desarrollos habitacionales múltiples. El crecimiento urbano afectado a la industria de la caña de azúcar. Sin embargo, en 1974, 155 595 toneladas de caña de azúcar fueron cosechada en el Municipio y produjo 12 655 toneladas de azúcar refinada.
En noviembre de 2002, AES Puerto Rico inauguró su planta de energía de carbón en Guayama. La empresa transmite y distribuye electricidad a través de un contrato de 25 años con la Autoridad de Energía Eléctrica  de Puerto Rico. A principios de octubre del año 2012 AES Puerto Rico inauguró AES Sollar en Guayama y es la finca fotovoltaica más grande del Caribe con 100 000 paneles fotovoltaicos.

## Topografía

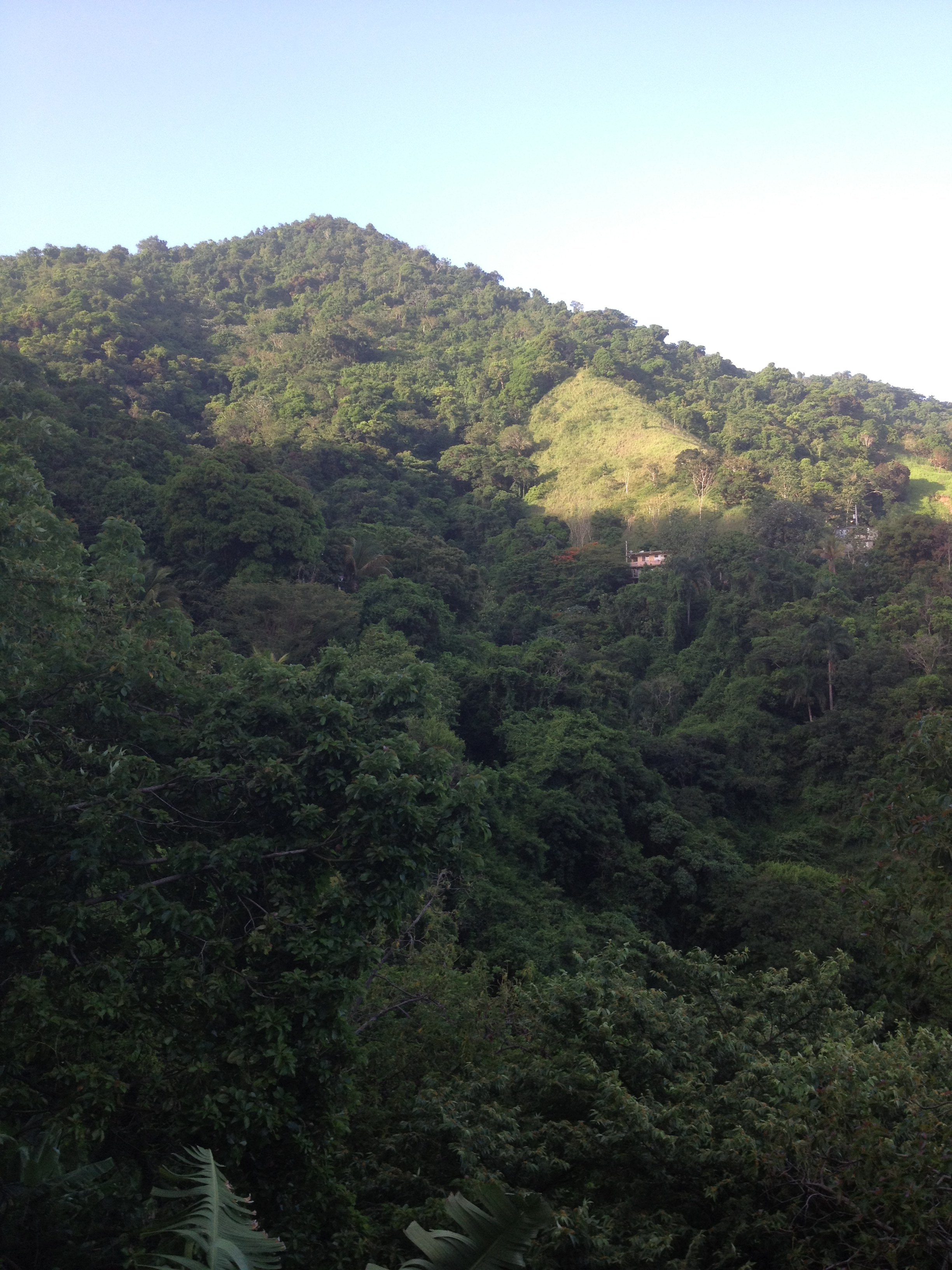
Una de las montañas de Guayama ubicada en el Barrio Palmas Altas

Geográficamente, Guayama está situado en los llanos costeros del sur. 
En la región norte del municipio se encuentran: 
- La Sierra de Jájome
- La Sierra de Cayey

## Hidrografía
Por este municipio corren los ríos: 
- Río Guamaní
- Río Plata Chiquito
- Río Seco

También se encuentran las quebradas:
- Quebrada Palmas Bajas
- Quebrada Culebra
- Quebrada Barros
- Quebrada Corazón
- Quebrada Branderí

Además en Guayama se encuentran:
- Lago Carite
- Lago Melanía
- Laguna La Mareas

En el lado derecho: Quebrada Palmas Bajas y Casaca en la Carretera 15, Crecen en el Barrio Palmas Altas y se une al río Guamaní en el Barrio Palmas Bajas.

## Clima
Su precipitación es alrededor de 1319,5 mm (51.95 pulgadas) anuales y su temperatura media es 89 °F durante el día y de 76 °F durante la noche.

## Demografía
Según el censo de Estados Unidos de 2020, la ciudad tenía una población de 36 614. Es también el centro del área metropolitana de Guayama, que albergaba 84 214 personas en 2010.

## Economía

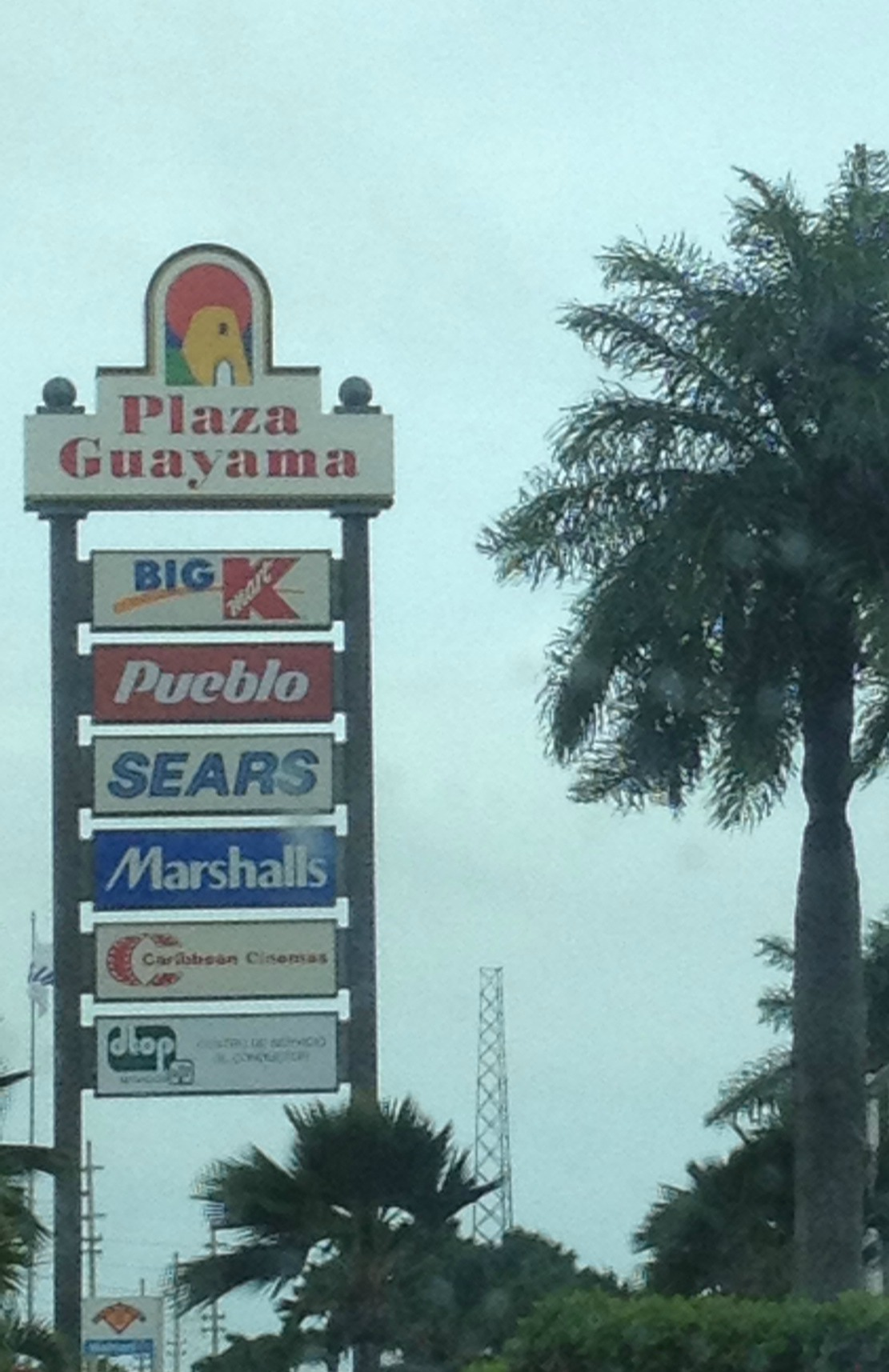
Entrada de Plaza Guayama Mall

Industria: Guayama es la sede de varias compañías farmacéuticas y la fabricación como Pfizer, Baxter o Eli Lilly. En la localidad hay también una central eléctrica de carbón operada por AES. 
Negocios: Plaza Guayama y Plaza Walmart son los principales centros comerciales de la zona. También hay varias salidas de compras.
Ingreso Per Cápita: 8821 dólares (fuente: censo 2010)
Superávit 2012: 450 000 dólares (fuente: Radiografía 2012)

## Centros de salud
Guayama cuenta con un hospital, el Hospital Menonita de Guayama.

## Deportes
Guayama cuenta con un equipo de béisbol, Doble A, y uno de baloncesto, Los Brujos de Guayama.
Dispone de un complejo deportivo, el Marcelino Blondet, que cuenta con las siguientes instalaciones:
- Estadio Municipal de Béisbol, con capacidad de 2700 personas. Pista Sintética
- Cancha Balompié Dr. Roberto Monroig, con capacidad de 1000 personas
- Cancha de tenis con capacidad de 200 personas
- Mini-Coliseo (Categoría menores) Baloncesto, Voleibol, con capacidad de 1200 personas
- Complejo de Parques (3) Pequeñas Ligas Baseball, con capacidad de 700 personas
- Parque Ecuestre "Dulce Sueño", con capacidad de 1000 personas. En este se celebra la Feria Dulce Sueño
- Cancha Bajo Techo Dr. Roque Nido Stella - Usos Múltiples con capacidad de 3500 personas

Otras instalaciones deportivas
- Comunidad Olimpo - Mini Estadio Baseball - capacidad 1000 personas
- Comunidad Puente de Jobos - Mini Estadio Baseball - capacidad 1000 personas
- Tienda de Deportes BBB Sports - 2500 ft².
- Comunidad Blondet y Valles - Mini Estadio Baseball - capacidad 2000 personas
- Coliseo Gallístico (Gallera) Dulce Sueño
- Parque Fernando Calimano "Ina"

## Fiestas

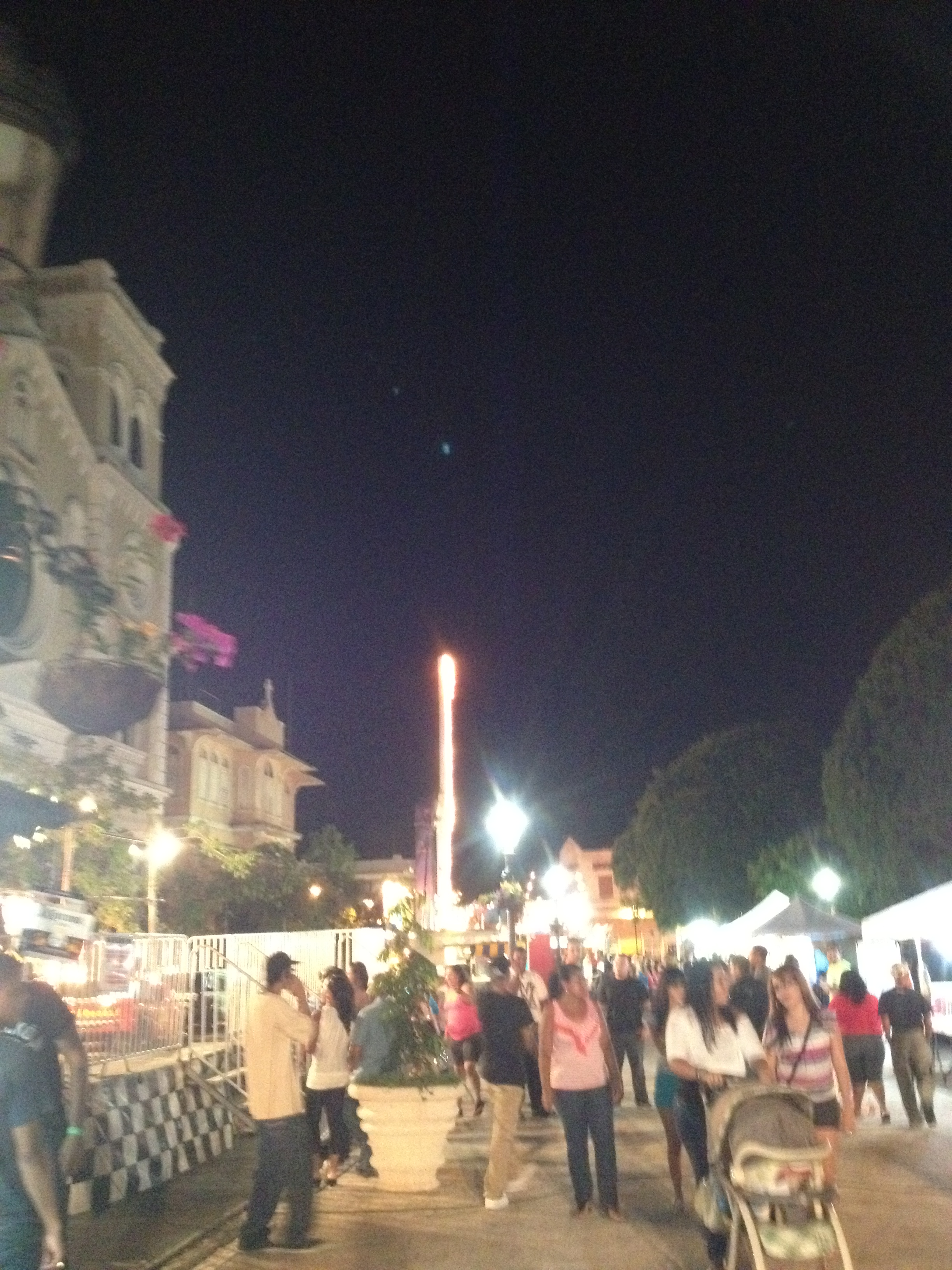
Fiestas Patronales en honor a San Antonio de Padua 2012

- Fiesta de Reyes - 6 de enero (Plaza de Recreo Cristóbal Colón)
- Festival de Bomba y Arte - enero
- Carnaval Brujo - marzo
- Feria de Caballos de Paso Fino Dulce Sueños - marzo
- Fiestas Patronales en honor de san Antonio de Padua - junio
- Clásico Ciclismo San Antonio de Padua - junio
- Feria Artesanal - agosto
- Semana Puertorriqueña - noviembre
- Guayama Vive el Encanto en la Navidad - diciembre/enero
- Noches de Encanto - tercer viernes de cada mes
- Caminata Cervecera Bruja tercer sabado de septiembre

## Patrimonio
Monumentos, museos y/o lugares más importantes de Guayama: 
1. Plaza Colón de Guayama
2. Iglesia San Antonio de Padua
3. Museo Casa Cautiño
4. Museo Casa de Pales Matos
5. Casa Sede Artesanal Guayamesa
6. Teatro Calimano
7. Centro de Bellas Artes
8. Molino de Vives
9. Centro de Convenciones
10. Plaza Guayama Mall
11. El Legado Golf Resort

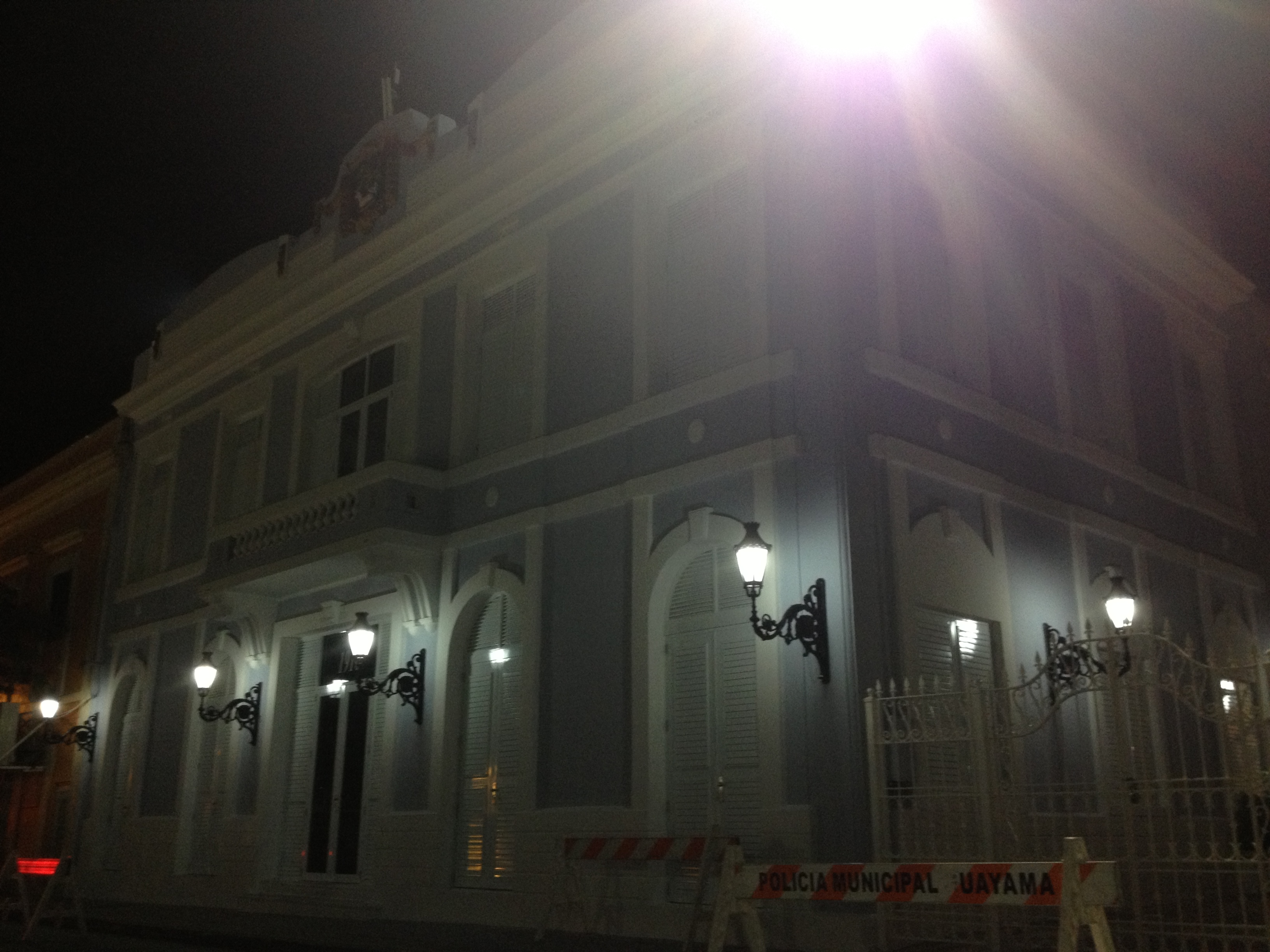
Casa Alcaldía de Guayama de Noche

12. Reserva Natural Estuario de La Bahía de Jobos
13. Reserva Natural Mariposario Las Limas
14. Lago Carite
15. Bosque Estatal de Carite
16. Horno de Cal (Carr. PR15 km 6.9)
17. The Salvation Army Kroc Center

- Pronto Paseo Tablado en Pozuelo

### Barrios
Los barrios de Guayama en 2010 son los siguientes:
- Algarrobo
- Caimital
- Carite
- Carmen
- Guamaní
- Guayama Pueblo
- Jobos
- Machete
- Palmas
- Pozo Hondo

## Personas destacadas
- Víctor Manuel Blanco- Astrónomo, Pasado Director del Observatorio Interamericano del Cerro Tololo en Chile.
- Manuel Rivera-Ortiz- Fotógrafo.
- Catalino (Tite) Curet Alonso- Compositor.
- Luis Palés Matos- Escritor, Novelista, Poeta y Periodista.
- Karla Monroig- Actriz.
- Diosa Costello- actriz AKA: The Original Latin Bombshell.
- Glorimari Jaime Rodriguez  - Primera mujer electa a ser alcaldesa de Guayama y unica persona del Partido Nuevo Progresista (PNP) en incumbir la alcaldia.
- Félix Javier Pérez- Baloncelista.
- Juan  Reinaldo "Rosko" Jaime  - Actor, comediante y libretista, conocido por su personaje de "Luiso" o "Shupi" en la television puertorriqueña.
- Eddie Rosario- Jugador de Beisbol Profesional.
- Victoria Sanabria- Cantante, trovadora y compositora.
- Julio Sanabria- Cantante, trovador.
- Chencho Corleone- Cantante del dúo Plan B.
- Maldy- cantante del dúo Plan B.
- DJ Blass- productor musical.
- De.Torres=- Poeta, cantante y maestro. (Autos del Poemario El Aullar y Poema Guayama, Autor de Novela Amor Feroz)
- Bryan de Leon- Cantante y compositor de musica urbana.
- Alexon Duprey- Actor (Participó en la serie de El Ganador de Nicky Jam.
- Melissa “Guzabra” Guzmán- Publicista, Escritora.
- Cadiz- Cantante.

## Alcaldes desde 1813 hasta 2013
1813 Jacinto Texidor 
1814 Andrés José de Rivera
1818 Francisco Antonio Ortiz
1823 Manuel Sánchez Álvarez
1824 Francisco Brenes
1826-1827 Cristóbal Anés 
1830-1833 Julián Villodas
1840 José Antonio Vázquez 
1848 Jacinto Texidor
1849 José Amadeo Germán Rieckehoff 
1853 Raimundo Salazar Antonio Llabré
1855 José Bacenar, Rafael Castro, José Vicente Boscana
1860 Leonardo Campos
1863 Celedonio Flores
1867 Francisco Carreras González Quixano
1868 Juan Manuel Sárraga
1870 Mariano Canencia y Castellanos 
1872 Mariano Canencia y Castellanos
1874 Generoso Díaz
1876 Juan Rivera
1877 Ignacio Joglar 
1878 Sanginety 
1879 Agustín Calimano Martínez
1885 Camilo Buil
1888 Enrique Montes de Oca
1891 Agustín Calimano Martínez
1892-1896 Enrique Montes de Oca 
1896 Rafael Amorós 
1898 Celestino Domínguez Gómez
1899-1900 J. Vidal 
1901 E. Vázquez 
1902-1904 José Juan Vidal Fernando Lugo Viñas 
1905-1909 Enrique González 
1909-1910 Enrique Amy 
1911-1914 José Muñoz Vázquez 
1915-1918 Genaro Cautiño Insúa
1918-1920 Jorge Grau 
1921-1922 Dr. Alejandro Buitrago
1923-1924 Rogelio Capestany
1924 Alberto García 
1925-1928 Joaquín Rovira 
1928-1932 Lcdo. José J. Aponte 
1933-1938 Francisco Porrata-Doria
1938 Dr. García Soltero 
1938-1939 Juan Navarro
1939-1940 José Ochoa Ramos 
1941 Félix Álvarez 
1944-1948 Félix Álvarez Bones
1952 Obdulia Velázquez Vda. de Lorenzo 
1956 Víctor Borrero 
1960 Félix Álvarez Bones 
1964-1972 Víctor Borrero 
1973-1984 Miguel Díaz Tirado 
1985-2008 Héctor Luis "Gui" Colón Mendoza
2009-2012 Glorimari Jaime Rodríguez
2013-2022 Eduardo E. Cintrón Suárez
2022-     O'Brain Vázquez

## Historia Electoral de Guayama
|  | 49,94 % |

|  | 47,53 % |

|  | 1,49 % |

|  | 0,2 % |

|  | 52,48 % |

|  | 45,50 % |

|  | 2,02 % |

|  | 56,49 % |

|  | 38,76 % |

|  | 4,75 % |

*Incumbente